# Eriococcus palustris
Eriococcus palustris är en insektsart som beskrevs av Dodds 1923. Eriococcus palustris ingår i släktet Eriococcus och familjen filtsköldlöss. Inga underarter finns listade i Catalogue of Life.